# Charles Behm
Charles Behm (Karl Behm; * 17. Januar 1883 in Stadt Luxemburg; † 7. Februar 1924 ebendort) war ein luxemburgischer Turner.

## Karriere
Behm turnte für den Verein Société de Gymnastique Grund aus Grund. Im Januar 1912 bei der ersten nationalen Vorausscheidung für die Olympischen Sommerspiele belegte Behm mit 42,00 von 50 möglichen Punkten den zehnten Rang unter 28 Teilnehmern. Nach den Ausscheidungskämpfen im Juni 1912 nominierte der Allgemeine Luxemburger Turnverband sechzehn Turner, darunter auch Behm.
Bei den Olympischen Spielen, die im Juli 1912 im schwedischen Stockholm ausgetragen wurden, erreichte die luxemburgische Turnriege um Nicolas Adam, Charles Behm, André Bordang, Jean-Pierre Frantzen, Michel Hemmerling, François Hentges, Pierre Hentges, Jean-Baptiste Horn, Nicolas Kanivé, Émile Knepper, Nicolas Kummer, Marcel Langsam, Émile Lanners, Maurice Palgen, Jean-Pierre Thommes, François Wagner, Antoine Wehrer, Ferdinand Wirtz und Joseph Zuang im „Freien System“ den fünften und letzten Platz (81,50 von 125 möglichen Punkten). Im Mannschaftsmehrkampf am Folgetag fehlte den Luxemburgern mit Adam, Behm, Bordang, Hemmerling, den Gebrüdern Hentges, Horn, Kanivé, Kummer, Langsam, Lanners, Thommes, Wagner, Wehrer, Wirtz und Zuang knapp ein Punkt zum Gewinn der Bronzemedaille. Die Riege belegte am Ende mit 35,95 von 60 möglichen Punkten den vierten Rang vor der deutschen Mannschaft.
Behm war Schreinermeister, verheiratet und kinderlos. Er starb nach kurzer Krankheit im Alter von 41 Jahren.